# Králův mincmistr
Králův mincmistr, někdy zmiňována pod názvem předlohy jako Kutnohorští havíři, je opera (op. 18, autor ji nazývá jen „drama“) českého skladatele Zbyňka Vostřáka na libreto Josefa Bachtíka podle hry Josefa Kajetána Tyla Krvavý soud aneb Kutnohorští havíři. Vznikla v letech 1951–1953 a poprvé ji uvedlo 25. února 1955 pražské Národní divadlo na scéně Smetanova divadla.

## Vznik, charakteristika a historie opery
Zbyněk Vostřák na přelomu 40. a 50. let 20. století napsal sérii jevištních děl odpovídajících dobové kulturně-politické objednávce: díla přístupná širokému obecenstvu jak v tradici zakotvenou hudbou, tak známým námětem podle klasiků české literatury. Po opeře Rohovín Čtverrohý podle V. K. Klicpery (1948) a baletech Filosofská historie na námět Aloise Jiráska (1949) a Viktorka na námět Boženy Němcové (1950) se pustil do práce na velké historické opeře podle sociálního dramatu Josefa Kajetána Tyla Kutnohorští havíři.
Josef Bachtík, který již Vostřákovi poskytl libreto k Rohovínu Čtverrohému, zveršoval Tylovu předlohu so podoby tradiční historické opery. Podle Emila Ludvíka je to „velmi zdařile veršované operní libreto“, podle Ladislava Šípa „verše libreta neoplývají básnickou imaginací“. Řada postav a scén připomíná jiné opery, které byly pokládány za vzor pro „lidovou operu“ 50. let 20. století: buřič Vít je podobný Jírovi z Braniborů v Čechách, Vaitminar a Isabella Lamingenovi a jeho choti z Psohlavců, scéna Vatminarovy smrti se velmi podobá slavné scéně z Borise Godunova. Libretista archaičnost předlohy spíše umocnil, postavy jsou charakterizovány nehluboce a řada ansámblů je statická a zadržuje tok děje. Příznačná je i změna původního názvu hry na Královský mincmistr: hlavní postavou se stává Vaitminar, zatímco kutnohorští havíři jsou v příběhu lásky a intrik spíše jen kulisou.
I skladatel vyšel vstříc dobovým požadavkům a držel se ve formě, harmonii i ostatních kompozičních prostředcích tradičních vzorů. Orientoval se především na italskou historickou opery (Giuseppe Verdi), v postavě Anežky a lyrických scénách je patrný ohlas Foersterovy Evy. Opera se dělí na uzavřená čísla, zpěvní hlasy jsou kantilénové a melodické, orchestr má často jen doprovodnou nebo podpůrnou úlohu. Vcelku skladatel dosáhl cíle vytvořit operu srozumitelnou všem posluchačům, její účinek však byl omezený a opery rychle zastarala.
Opera byla reprezentativně vypravena v pražském Národním divadle v roce 1955; její premiéra 25. února byla uvedena „k 7. výročí vítězství československého lidu“. Dosáhla jedenácti repríz. Poté však již uvedena nebyla.

## Osoby a první obsazení
| osoba                                                                                         | hlasový obor   | premiéra (25.2.1955) |
| --------------------------------------------------------------------------------------------- | -------------- | -------------------- |
| Beneš z Weitmühle, zvaný Vaitminar, nejvyšší mincmistr Království českého                     | basbaryton     | Zdeněk Otava         |
| Hynek, jeho syn                                                                               | vysoký baryton | Přemysl Kočí         |
| Rekordat, písař                                                                               | tenor          | Antonín Votava       |
| Opat, hutman                                                                                  | bas            | Vladimír Jedenáctík  |
| Anežka, jeho dcera                                                                            | soprán         | Ludmila Dvořáková    |
| Vít, havíř                                                                                    | tenor          | Bohumír Vích         |
| Matěj, havíř                                                                                  | bas            | Jaroslav Horáček     |
| Isabela                                                                                       | soprán         | Vlasta Urbanová      |
| Ženský hlas                                                                                   | mezzosoprán    | Hana Domanská        |
| Havíři, Vaitminarovi zbrojnoši                                                                |                |                      |
| Dirigent: Zbyněk Vostřák, režie: Hanuš Thein, scéna: Jiří Vopršal, kostýmy: Květoslav Bubeník |                |                      |

## Děj opery

### 1. dějství
Kutnohorští havíři nespokojení se svou nouzí a útiskem se shromáždili před královskou mincovnou (sbor Zas nový útisk). Mladý havíř Vít druhy plamenně vybízí k násilí (árie proč o zítřek se bojíte), avšak starý hutman Opat je mírní a doporučuje, aby se svých práv domáhali vyjednáváním s pánem kutnohorských dolů, královským mincmistrem Benešem Krabicí z Veitmile zvaným Vaitminar. Po jistém váhání havíři přistoupí na Opatovu radu a staví jej do čela své deputace. Za její bezpečnost se šlechtickým slovem zaručuje Vaitminarův syn Hynek, milý Opatovy dcery Anežky. Anežka má přes Hynkovu přísahu zlé tušení a zapřísahá otce, aby k mincmistrovi nechodil (árie Otče, můj otče). Deputace přesto odchází. Vít vyznává Anežce vášnivě lásku a vyčítá jí její náklonnost k synu jejich utiskovatele, avšak Anežka horlivého odbojníka rázně odmítá. Rozezlený Vít Anežce slibuje, že dokáže, že je lepší než Hynek, i kdyby se měl porvat s katem (duet Anežko, vzpomeň).

### 2. dějství
V síni Vlašského dvora zpívá Italka Isabella Vaitminarovi rozmarné milostné písně (Pod hradem kdysi, Nepřemýšlej, kdy a kterak skončíš), vyruší je však nejprve písař Rekordat, přinášející zprávu o vzbouření havířů, po chvíli zase Hynek, jenž vyčítá otci, že nechal havířskou deputaci uvěznit. Dochází mezi nimi k prudké hádce. – Do Vlašského dvora mezitím pronikla i Anežka, strachující se o otcův osud. Když se od Rekordata dozví, jak deputace dopadla, oboří se na přicházejícího Hynka, neboť se domnívá, že se zpronevěřil svému slovu (duet Kdo má rád).
Než se jí Hynek stačí ospravedlnit, vbíhají polekaní Vaitminar, Rekordat a Isabella, hovoříce o vzpouře. Pronásleduje je hornická deputace, kterou dal Hynek propustit, a další lid, který vnikl do paláce, aby své vyslance osvobodil. Anežka tak poznává, že Hynkovi křivdila. Havíři již nyní s Vaitminarem jednat nehodlají a jsou rozhodnuti přednést svou věc přímo králi. Jistý zmatek mezi havíři vyvolá Rekordat, když odhalí ukrytou Anežku. Padá na ni tak podezření, že se s Vaitminarovým synem tajně schází v paláci. Opat ji pohoršeně odvádí, Vít hrozí Vaitminarovi bojem a Vaitminar pověří písaře po straně tím, aby za tučnou odměnu zařídil, že havířské poselstvo nedojde svého cíle (finále – ansámbl Jak dále žít).

### 3. dějství
Hynek se snaží dostat ke svému otci, ale Rekordat mu to odepírá s vysvětlením, že Vaitminar je nemocen. Na Hynkovu otázku, zda mají havíři se svými stížnostmi pravdu, písař poukazuje na relativní pojem pravdy a Hynkovi naznačí, že mu nejlépe odpoví Anežka (árie Rekordata Je jenom jedna pravda). Vaitminar je skutečně nemocen a ptá se Rekordata po osudu havířské deputace. Podle písaře již jistě byla popravena poděbradským hejtmanem, kterého z Vaitminarových peněz podplatil. Vaitminar je spokojen, že jeho příkaz byl vykonán, současně si však začíná uvědomovat dosah svého činu.
(Proměna) Houf podroušených havířů vedený Matějem vrávorá ulicemi noční Kutné Hory a hubuje na deputaci, o které nejsou žádné zprávy (sbor Ó, my ubozí sirotci). Převlečený Rekordat je popichuje a šíří pověst, že poselstvo zapomnělo na své poslání a hoduje u poděbradského hejtmana. Opilí havíři si chtějí ukojit svůj vztek na kolemjdoucí Anežce jakožto dceři vodce poselstva Opata, ale včas se objeví Hynek, jenž ji hledal, a s kordem v ruce havíře zažene. Anežce pak líčí nádherný a pokojný život, který povedou, až rozbroje skončí (árie Hynka Až ztichne boj). Když je Hynek bezpečně z dohledu, havíři se vracejí. Mnozí nechtějí věřit, že by je jejich zástupci zradili, a všichni jsou odhodláni pokračovat v zápase.

### 4. dějství
Veitminara zmáhá choroba, ani přítomnost Isabelly a holba vína jej nepovzbudí. Rekordat mu přináší zprávu potvrzující, že havíři byli popraveni, jen Vít byl odeslán na výslech ke katovi na Křivoklát. Hlásí se o svou odměnu, Vaitminar jej ale odbývá na později a chce být sám. Svědomí ho dostihuje, v horečné vidině se mu zjevuje Opat a zve ho k sobě; Vaitminar ho prosí o odpuštění. V záchvatu šílenství králův mincmistr umírá (monolog Klidně spat!).
(Proměna) Vít se zachránil před katem a vyhledává Anežku. Vypravuje jí o smrti jejího otce i ostatních členů deputace a znovu jí nabízí svou lásku a pomoc. Anežka však jako dříve odmítá, chce zůstat sama. Vít se vrací k havířům s úmyslem podnítit je k pokračování v boji za svá práva.